# Château d'Harzillemont
Le château d'Harzillemont est un château situé à Hagnicourt, en Ardennes, France. C'est une maison forte du XVIe siècle, un peu à l'écart, aménagée au fil des siècles pour en améliorer le confort et l'agrément, au détriment du vocabulaire défensif de la bâtisse d'origine.

## Description
Le corps du logis est de plan rectangulaire, avec quatre grosses tours rondes aux quatre coins de ce rectangle. Les murs témoignent de l'ancienneté de la construction par leur épaisseur et leur structure en moellons assisés, noyés dans du mortier.
La construction initiale a été aménagée au fil des siècles pour en améliorer l'habitabilité et le confort, au détriment du caractère militaire de l'édifice. Les fossés ont été comblés et les ouvertures ont été disposées de façon régulière et agrandies. L'allure générale n'est pas sans rappeler le château de la Cour des Prés, par exemple, de la même époque. 
Des lucarnes néo-Renaissance, chargées de pilastres et de candélabres ont également été rajoutées dans la deuxième partie du XIXe siècle. Et une aile a été construite à droite du bâtiment principal.

## Localisation
Le château est situé sur la commune d'Hagnicourt, au beau milieu de ce département français des Ardennes. Il n'est pas situé rue du château, qui correspond à un autre château aujourd'hui disparu, mais rue d'Harzillemont, un peu plus en hauteur. Le ruisseau de Foivre alimentait ses fossés et alimente toujours un étang, à l'arrière de ce château.

## Historique
Cette maison forte a été construite à proximité d'un autre édifice militaire incendié en 1521 par Charles Quint, revenant du siège de Mézières invaincue.
Cette demeure a été transmise de la famille d'Harzillemont à la  famille de Saint-Quentin vers 1620. Lors de la Révolution de 1789, cette famille n'a pas émigré et n'a donc pas été spoliée de ses biens. Après la paix d'Amiens, un comte de Bruce, revenant d'émigration, entre dans cette famille par alliance matrimoniale. C'est Charles-Hector, comte de Bruce, issue d'une famille descendant des rois d'Écosse qui avait accompagnée en France le Stuart Jacques II d'Angleterre. Militaire également, il participe comme colonel, au sein de l'armée napoléonienne, aux guerres de l'Empire et décède le 7 février 1866, à 94 ans. 
C'est ainsi qu'un descendant des rois d’Écosse devint un seigneur ardennais. Ces descendants restèrent installés en ce château d'Harzillemont. Il y a quelques décennies, le bâtiment a été acquis par le conseil général des Ardennes à un descendant de Charles-Hector de Bruce.
L'édifice est inscrit au titre des monuments historiques en 1987.